# Nadia Chaabane
Nadia Chaabane (arabe : نادية شعبان), née le 18 janvier 1965 à Dar Chaâbane, est une femme politique tunisienne.

## Biographie
Née de parents enseignants — son père est tunisien et sa mère française naturalisée tunisienne dans les années 1970 —, elle grandit à Nabeul puis poursuit des études en France, couronnées par un DEUG à l'université de Bourgogne, une licence en sciences du langage à l'université de Franche-Comté et un doctorat en sciences du langage à l'université de Jussieu.
Enseignante dans un institut supérieur, elle retourne en Tunisie pour se lancer en politique. Lors de l'élection de l'assemblée constituante, le 23 octobre 2011, elle est élue dans la circonscription France 1 pour le compte du Pôle démocratique moderniste, avant d'intégrer la Voie démocratique et sociale.
Militante associative, elle est notamment engagée dans l'Union générale des étudiants de Tunisie, l'Association des Tunisiens en France et le Collectif national pour les droits des femmes.
En 2014, elle est décorée des insignes de chevalier de l'Ordre tunisien du Mérite.

## Publications
- Tunisie, deuxième République : chronique d'une constituante, 2011-2014, Tunis, Déméter, 2018, 335 p. (ISBN 978-9973706447)[6].